# Krayne
Krayne (niedersorbisch Krajna) ist ein Ortsteil der Gemeinde Schenkendöbern im Landkreis Spree-Neiße in Brandenburg.

## Geografie und Verkehrsanbindung
Krayne liegt an der K 7145. Die L 46 verläuft östlich und die B 320 südlich.

## Geschichte
Krayne wurde 1465 erstmals urkundlich erwähnt. 1588 wurde der Name Crayne genannt. Der Ortsname leitet sich von dem sorbischen Wort kraj = „Land“ ab.

## Sehenswürdigkeiten

### Baudenkmale

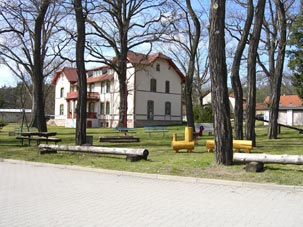
Hubertushof

In der Liste der Baudenkmale in Schenkendöbern sind für Krayne drei Baudenkmale aufgeführt:
- Das Wohnhaus „Hubertushof“ (Hubertusweg 1), ein zweigeschossiger Bau mit zwei Eckrisaliten und einem Krüppelwalmdach, ist seit etwa 1914 bekannt.
- Der Landschaftspark (Schloßstraße 16)  wurde bereits Anfang des 18. Jahrhunderts angelegt. Ab dieser Zeit sind Gärtner nachweisbar.
- Das Herrenhaus (Schloßstraße 16), ein eingeschossiger Bau mit einem Mansarddach, wurde wahrscheinlich um 1790 erbaut.

### Naturschutzgebiete
Westlich, südlich und östlich von Krayne erstreckt sich das 544,75 ha große Naturschutzgebiet Krayner Teiche/Lutzketal.
(siehe auch Liste der Naturschutzgebiete in Brandenburg)